# Stenotritidae
Stenotritidae zijn een familie vliesvleugeligen (Hymenoptera). De familie bestaat uit ongeveer 20 soorten.